# 덕빈 이씨
덕빈 이씨(중국어: 李德嬪, 1567년 - 1628년)는 명 신종 만력제의 후궁 중 한명이다. 하남 개봉부 샹푸현 출신이다. 아버지는 이시량이고, 어머니는 뇌씨이다. 아버지 이시량은 딸이 귀해지자, 정5품 금의위 정천호에 보해졌다.

## 생애
융경 원년 11월 19일에 태어났다.
만력 9년에 내정에 선출되었고, 만력 10년 (1582년) 3월에 이씨를 덕빈(德嬪)으로 책봉하였다.
만력 12년 7월 20일, 덕빈 이씨는 선거공주 주헌길을 낳았고, 그 후에 태순공주 주헌희를 낳았다.
만력 26년 10월, 향산공주 주헌등을 낳았다. 하지만, 덕빈 이씨가 낳은 공주들 모두 요절하였다. 이씨는 평생 진봉되지 않았고, 특별한 시중을 받지 않았다.
숭정 원년 (1628년) 음력 8월 18일, 덕빈 이씨는 62세의 나이로 사망하였다. 숭정 2년 6월 20일에 하관되었다.